# أندرياس أندرسون (لاعب هوكي الجليد)
أندرياس أندرسون (بالسويدية: Andreas Andersson)‏ هو لاعب هوكي الجليد سويدي، ولد في 9 أبريل 1979 في فالون في السويد.

## وصلات خارجية
- أندرياس أندرسون على موقع دوري الهوكي الوطني (الإنجليزية)
- أندرياس أندرسون على موقع EliteProspects.com (الإنجليزية)
- أندرياس أندرسون على موقع Eurohockey.com (الإنجليزية)
- أندرياس أندرسون على موقع HockeyDB.com (الإنجليزية)